# Hryhorij Loboda

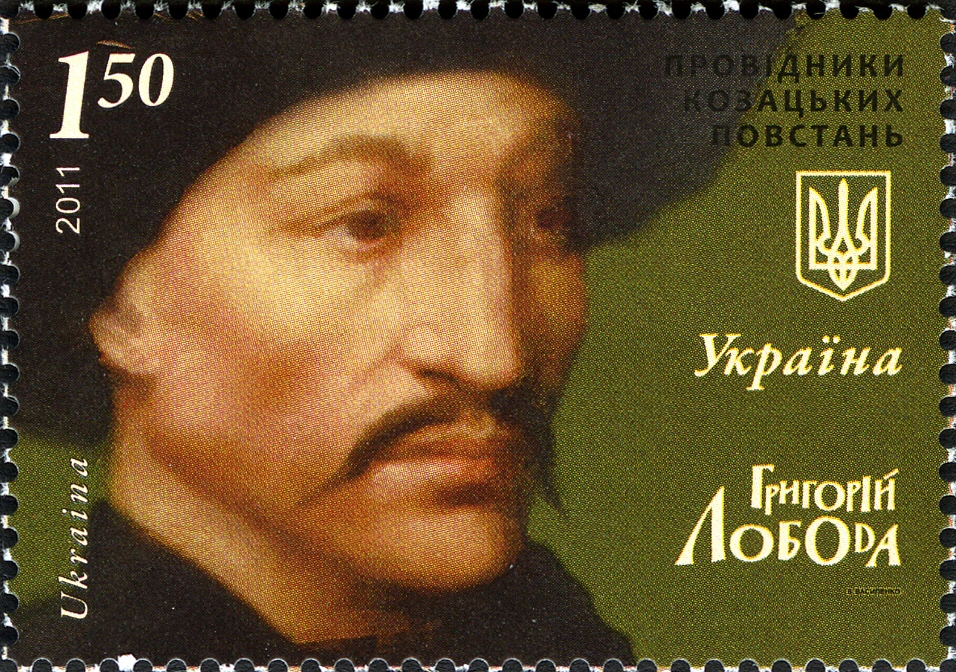
Hryhorij Loboda auf einer ukrainischen Briefmarke von 2011

Hryhorij Loboda (ukrainisch Григорій Лобода; * April 1557, Woiwodschaft Kiew; † Mai 1596 Solonyzja bei Lubny) war zwischen 1593 und 1596 (mit Unterbrechung) Hetman der registrierten Kosaken in der Ukraine.
Zwischen 1593 und 1595 nahm er, zusammen mit Seweryn Nalywajko als Verbündeter von Rudolf II. im Langen Türkenkrieg an Kampagnen der Kosaken gegen die osmanische Festung Orhei in Moldawien teil.
Während des Nalywajko-Aufstandes von 1596 verbündete er sich mit Nalywajko und besetzte und kontrollierte mit seiner 10.000 Mann starken Armee die Woiwodschaft Kiew und das südliche Weißrussland.
Er nahm im April 1596 an der Schlacht bei Solonyzja bei Lubny teil und wurde, nachdem man ihn verdächtigte, mit den Polen unter Stanisław Żółkiewski verhandelt zu haben, von Anhängern Nalywajkos ermordet.